# George Howard Darwin

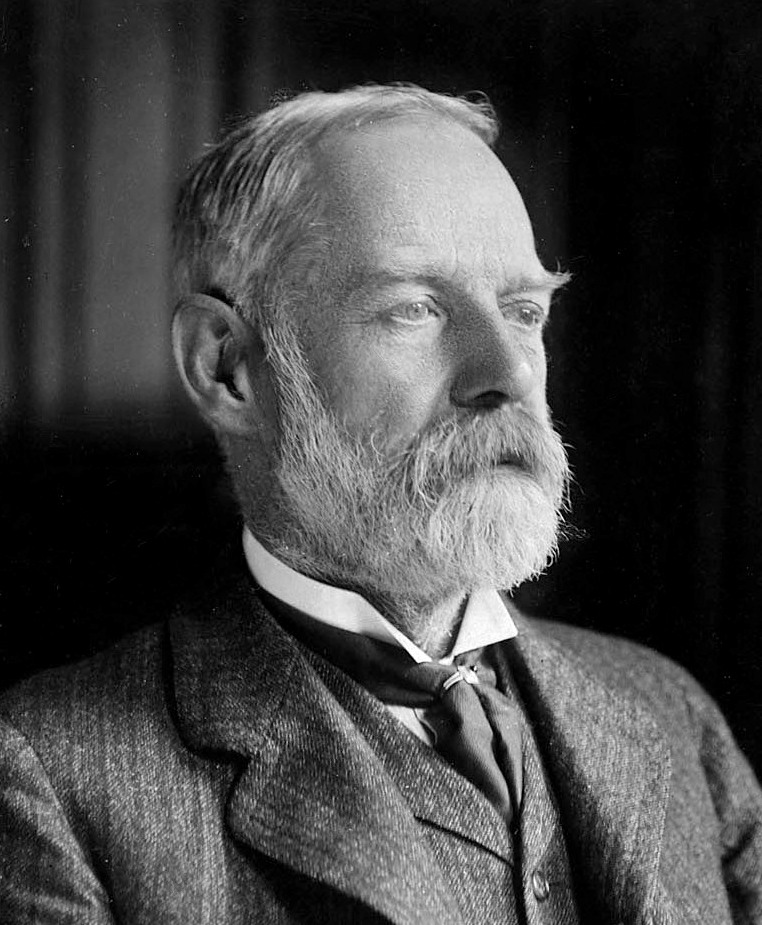
George Howard Darwin

Sir George Howard Darwin, F.R.S. (* 9. Juli 1845 in Down, Kent; † 7. Dezember 1912 in Cambridge, England) war ein britischer Astronom und Mathematiker. Er war das fünfte Kind (zweiter Sohn) von Charles Darwin. Er ist bekannt für seine Theorie, dass der Mond einst Teil der Erde gewesen sein soll (Abspaltungstheorie).

## Biographie
George Darwin studierte von 1864 bis 1868 am Trinity College in Cambridge, schloss das Examen als zweitbester Student seines Jahrganges ab und wurde im selben Jahr ein Fellow des Trinity College. 1870 und 1871 war er an der wissenschaftlichen Expedition zur Beobachtung der Sonnenfinsternis in Sizilien beteiligt und studierte dann in London Rechtswissenschaften. 1873 ging er jedoch wieder nach Cambridge und wurde 1879 als Fellow in die Royal Society aufgenommen. Seit 1897 war er Ehrenmitglied (Honorary Fellow) der Royal Society of Edinburgh.
1883 wurde er Plumian Professor of Astronomy and Experimental Philosophy an der Universität Cambridge und 1885 Mitglied des Vorstandes des Meteorologischen Amtes. 1892 wurde er mit der Goldmedaille der Royal Astronomical Society ausgezeichnet und wurde später Präsident der Royal Astronomical Society. 1898 wurde er in die American Academy of Arts and Sciences und in die American Philosophical Society gewählt, 1904 in die National Academy of Sciences. 1905 erhielt er den Bathorden zweiter Klasse (K.C.B.) und 1911 die Copley-Medaille. Die Académie royale des Sciences, des Lettres et des Beaux-Arts de Belgique nahm ihn 1903 als assoziiertes Mitglied auf. 1906 wurde er zum korrespondierenden Mitglied der Göttinger Akademie der Wissenschaften, 1907 der Académie des sciences, 1908 zum auswärtigen Mitglied der Königlich Niederländischen Akademie der Wissenschaften und 1909 zum Mitglied der Leopoldina gewählt.

## Wirken

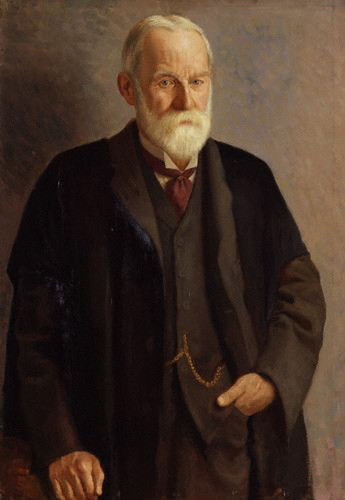
George Howard Darwin

Seit 1882 untersuchte Darwin den Effekt der Gezeiten auf das Sonnensystem mit mathematischen Methoden und wurde zu einem anerkannten Experten auf diesem Gebiet. Er veröffentlichte 1883 eine Arbeit über die Gezeiten in der Zeitschrift der British Association for the Advancement of Science, die es auch dem Laien möglich machte, die Gezeiten vorauszuberechnen. Weiterhin verfasste er entsprechende Artikel in der Encyclopedia Britannica und dem Admiralty Scientific Manual. Seinen Berechnungen folgend, postulierte er die Abspaltungstheorie zur Entstehung des Mondes, wodurch er große Bekanntheit erlangte, auch wenn sie heute als falsch betrachtet wird. Laut der Theorie rotierte die Erde in ihrer Frühphase so stark, dass sich durch Instabilitäten ein Teil ablöste und den Mond bildete. 1882 fügte der Geologe Osmond Fisher die Feststellung hinzu, dass der Pazifische Ozean die heute noch sichtbare Narbe dieser Abspaltung darstellt.
Basierend auf den Arbeiten von George William Hill, berechnete er numerisch Lösungen zum Dreikörperproblem. Seine Arbeiten wurde 1897 unter dem Titel Periodic Orbits publiziert und initiierten weitere Forschungen zu diesem Thema.
Weitere Arbeiten umfassen die 1875 veröffentlichte Publikation über die Ehen unter Blutsverwandten sowie Untersuchungen über den Einfluss geologischer Veränderungen auf die Erdachse (1876), über die frühere Geschichte der Erde (1878), über den Druck des losen Sandes, über kleine Veränderungen im Niveau der Erdoberfläche und über schwache Erdbeben (mit seinem Bruder Horace Darwin).

## Heirat und Nachkommen
George Howard Darwin war mit Martha (Maud) du Puy aus Philadelphia, USA, verheiratet. Aus der Ehe gingen vier Kinder hervor:
- Gwendoline (Gwen) Mary (1885–1957), Künstlerin und Schriftstellerin
- Charles Galton (1887–1962), Physiker
- Margaret Elizabeth (1890–1974) ⚭ Sir Geoffrey Keynes (1887–1982)
- William Robert (1894–1970)
- Leonard (1899–1899)

## Werke
- On beneficial restrictions to liberty of marriage. In: Contemporary Review. Band 22, 1873, S. 412–426.
- Marriages between First Cousins in England and Their Effects. In: Journal of the Royal Statistical Society. Band 38, 1875, S. 153–182.
- The tides and kindred phenomena in the solar system (Boston, Houghton, 1899)
- Problems connected with the tides of a viscous spheroid (London, Harrison and Sons, 1879–1882)
- Scientific papers (Volume 1): Oceanic tides and lunar disturbances of gravity (Cambridge : University Press, 1907)
- Scientific papers (Volume 2): Tidal friction and cosmogony. (Cambridge : University Press, 1908)
- Scientific papers (Volume 3): Figures of equilibrium of rotating liquid and geophysical investigations. (Cambridge : University Press, 1908)
- Scientific papers (Volume 4): Periodic orbits and miscellaneous papers. (Cambridge : University Press, 1911)
- Scientific papers (Volume 5) Supplementary volume, containing biographical memoirs by Sir Francis Darwin and Professor E. W. Brown, lectures on Hill's lunar theory, etc... (Cambridge : University Press, 1916)